# Горлин, Михаил Генрихович
Михаил Генрихович Горлин (11 (24) июня 1909, Санкт-Петербург—1944) — русский поэт, филолог-славист.

## Биография
Сын состоятельного еврейского коммерсанта Генриха (Генцеля) Шимоновича Горлина (1876—?), защитившего диссертацию в Гейдельберге и жившего в Москве. Мать — Либа Шолемовна Александрова (1883—?), дочь петербургского купца первой гильдии. Родители поженились в Вильне 5 июня 1907 года.
Получил хорошее домашнее образование. Вместе с родителями в 1919 году эмигрировал через Вильно и Лондон в Берлин (1922). Там он в 1927—1931 годах изучал славянскую филологию у профессора М. Фасмера, написал диссертацию «Н. В. Гоголь и Э. Т. А. Гофман» (1933). Был неформальным лидером Берлинского кружка поэтов. Вместе с поэтессой Раисой Блох, ставшей впоследствии его женой, он в 1933 году эмигрировал в Париж, где работал ассистентом А. Мазона в Институте славяноведения (Institut d’Etudes slaves). 14 мая 1941 года был арестован как еврей и отправлен в Германию, погиб в концлагере в апреле 1944 года. Его жена погибла в 1943 году.

## Творчество
С детских лет Горлин писал стихи, первой его публикацией стал сборник, который он сам перевёл на немецкий язык под псевдонимом Д. Мираев: Märchen und Städte («Сказки и города», 1930). С 1931 по 1933 год ежегодно выпускал, не ставя своего имени, «Сборник берлинских поэтов», куда входили и его собственные стихи на русском языке. Единственный его сборник на русском языке «Путешествия» (1936) включает в себя и часть тех стихотворений, которые были опубликованы в 1930 году на немецком языке.
Друзья выпустили в 1959 году сборник произведений обоих супругов «Избранные стихотворения».

Поэтическое творчество Горлина близко к романтической поэзии с её сказочным миром… Сказочные элементы в стихах Горлина существуют как бы в настоящее время, среди современных городов, транспорта и других реалий цивилизации. В основе его поэзии религиозность автора, стихи могут принимать форму молитвы; они отличаются ясностью, четким ритмом, многоплановостью и легкой шутливостью.
— Вольфганг Казак
В январе 2023 года его поэзия вошла в музыкальный альбом «После России», посвященный поэтам «незамеченного поколения» первой волны российской эмиграции, в исполнении Мириам Сехон и Василия Зоркого.

## Книги
- Michel Gorlin. N. V. Gogol und E. Th. A. Hoffmann. O. Harrassowitz, 1933. — 89 p.
- Михаил Горлин. Путешествия. Париж: Петрополис, 1936. — 39 с.
- Michel Gorlin et Raïssa Bloch-Gorlina. Études littéraires et historiques. Dorel, 1957. — 248 p.

## Публикации
- Michel Gorlin. Salomon et Ptolémée: la légende de Volot Volotovič. Revue des études slaves, 1938, 18 (1), pp. 41–62[7].
- Michel Gorlin. La Chronique de Joachim. Revue des études slaves, 1939, 19 (1), pp. 40–51[8].
- Michel Gorlin. Les ballades d'Adam Mickiewicz et Puškin. Архивировано 27 июня 2021 года. // Revue des études slaves. 1939. T. 19, fasc. 3/4. pp. 227–241.
- Michel Gorlin. Un écho de l'éloge de Rjurik Rostislavič. Архивировано 27 июня 2021 года. // Revue des études slaves. 1942. T. 20, fasc. 1/4. pp. 156–158.
- Михаил Горлин. Неразгаданные стихи Пушкина о Мицкевиче / [Примеч. ред.] // Новоселье.— Нью-Йорк, 1945.— № 21. Архивировано 25 июня 2021 года..— С. 60—64.